# Фабричный посёлок

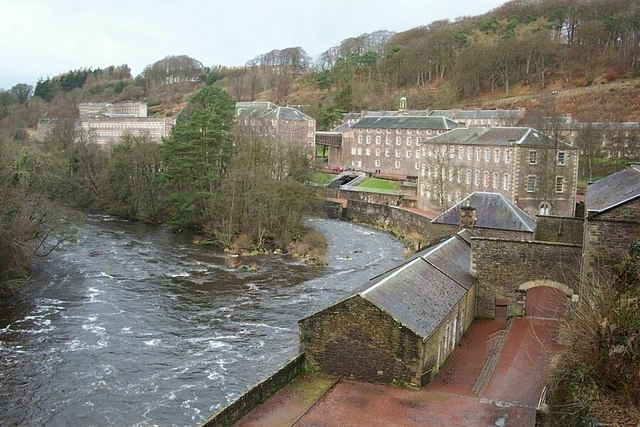
New Lanark, Шотландия, один из самых известных, и первый рабочий поселок в Великобритании.

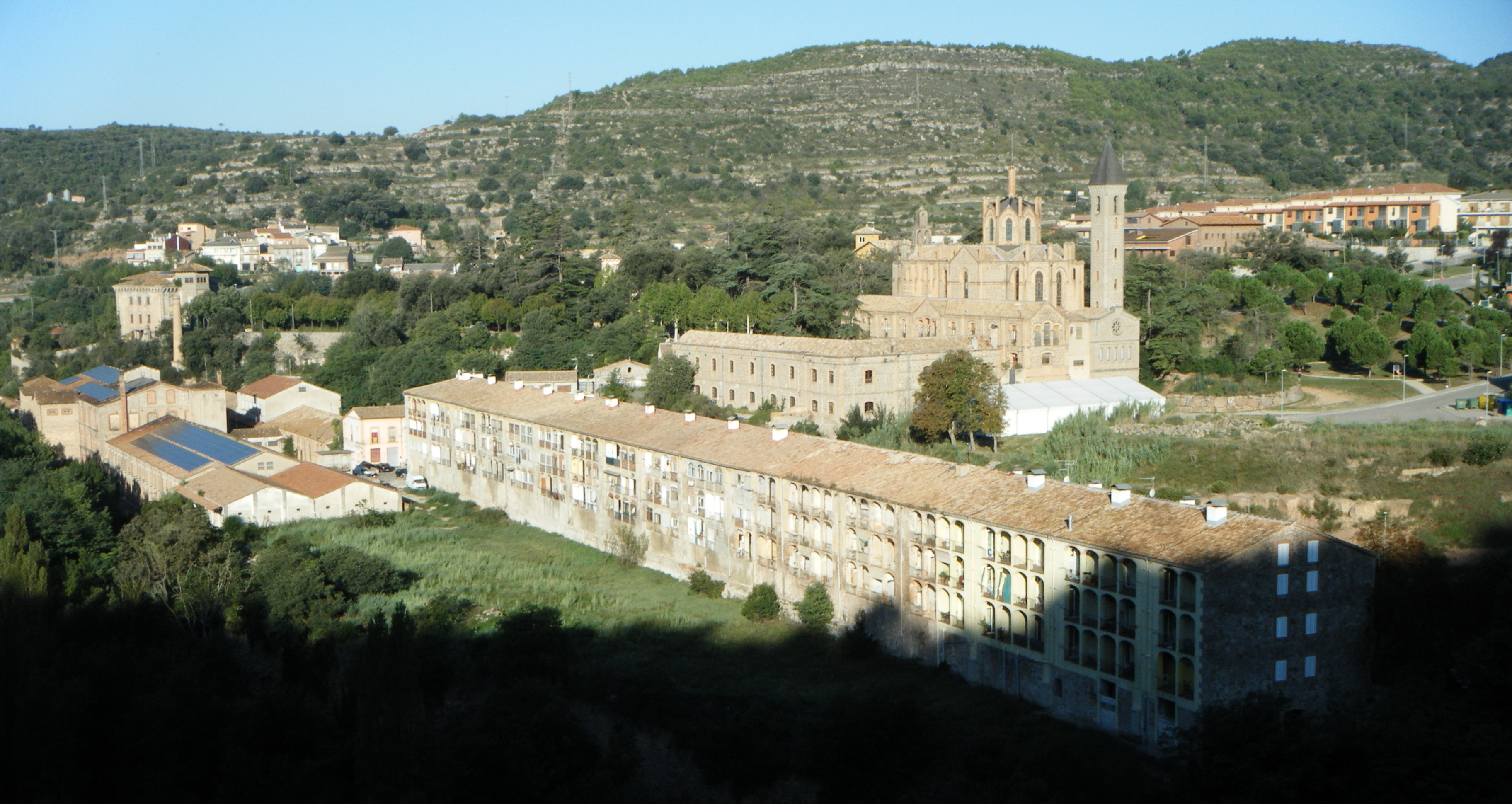
Колония (рабочий поселок) Понс в Каталонии (Испания), вид с автотрассы C-16

Фабричный посёлок, заводской посёлок («индустриальная колония») — это центр поселения, основанного вокруг предприятия (фабрики, завода), которое является собственником всего городского комплекса.
Этот комплекс включает собственные постройки индустриального предназначения (фабрика, завод, склады и так далее), жилые здания рабочих предприятия и, обычно, такие сооружения, как школы, лавки, церковь и так далее. Этот тип поселений возникает с целью гарантировать наличие рабочей силы для определённой экономической деятельности.

## История и происхождение
Первые фабричные поселки («индустриальные колонии») появились в Великобритании в XVIII веке. Самым известным был шотландский New Lanark (1786), рядом с рекой Клайд, управляемый с 1800 года знаменитым филантропом Робертом Оуэном. Следует отметить и Saltair (1853) в Йоркшире. В Италии возник фабричный поселок Креспи-д’Адда (1878), в провинции Бергамо. Очень высокая концентрация «индустриальных колоний» была в Каталонии, Испания, в бассейнах рек Тер и Льобрегат.
Большинство фабричных поселков в Каталонии находились рядом с рекой, потому что промышленность той эпохи нуждалась в гидравлической энергии, а добыча угля была незначительной. Промышленники обнаружили, что гидроэнергия (которую называли «белым углем»), позволяет сократить расходы по сравнению с уже многочисленными текстильными фабриками, которые работали за счет паровой энергии (и поэтому назывались «паровыми»). Индустриальная зона простиралась от Барселоны, до города Сабадель, Тарраса и так далее.
Рост популярности «индустриальных колоний» в Каталонии (а это, в основном, текстильное производство), созданных во второй половине XIX века рядом с реками Льобрегат, Тер и их притоками, было вызвано следующими факторами. 1) Поиск наиболее дешёвого источника энергии, в данном случае, гидроэнергии, которую обеспечивали реки. 2) Патернализмом как способом решения трудовых конфликтов. 3) Преимуществами, которые предоставлялись фабричным поселкам законодательством. Так по закону 1868 года предусматривалась отсрочка от земельного и промышленного налога от 10 до 25 лет для предпринимателей. Предусматривались налоговые льготы и освобождение от военной обязанности для рабочих. Конечно, есть примеры фабрик, расположенных на реках, где и до этого закона строилось жилье для рабочих. Но политика патернализма была ещё не так ярко выражена. Закон о колониях обязывал создание городского центра, которое обеспечивало закрепление населения на данной территории. В период с 1871 года по 1885 была построена большая часть фабричных поселков в Каталонии, хотя некоторые появились гораздо позже, вплоть до 1905 года.
Система «индустриальных колоний» пришла в упадок в 1960-х годах. Повышение уровня жизни, желание получить собственное жилье, более широкий доступ к образованию и новый стиль жизни пошатнули, спокойное и безопасное существование фабричных поселков. Кроме того, в Каталонии это совпало с первым кризисом прядильного производства, который обострился с 1978 года. В 1980-х и 1990-х годах закрылась большая часть заводов в «индустриальных колониях». В некоторых случаях, уже бывшие работники смогли приобрести квартиры, где они жили. В другие случаях, жители покинули фабричные поселки, и они остался в запустении. Промышленные цеха позже были заняты другими, более мелкими, производствами, в возрасте до пропорций, либо были заброшены.

## Патернализм
Патернализм возник в фабричных поселках как средство преодоления трудовых конфликтов и требований рабочих в конце XIX и начале XX века. Хозяин («патрон») выступал как благодетель и защитник своих работников, что камуфлировало его обогащение. Работник, со своей стороны, был обязан демонстрировать подчинение, уважение вплоть до преданности своему хозяину. В «индустриальных колониях» этот патернализм превратилось на практике в «промышленный феодализм». В обмен на ограничение своих личных прав, ущемление свободы, заключение в замкнутое пространство, контроль морали и общественного поведения, труженик, в качестве компенсации, получал гарантированную работу, жилье и условия, лучшие, чем в других отраслях, даже школу для своих детей и «здоровые» развлечения. К ним относились церковный хор прихожан, любительский театр, объединения на основе католической веры и участие в коллективном виде спорта.